# Ektrodaktylie
Ektrodaktylie (von altgriechisch ἐκτροπή ektropē, deutsch ‚Abwendung‘, ‚Abweichung‘ und δάκτυλος dáktylos, deutsch ‚Finger‘) bezeichnet eine angeborene Fehlbildung des Hand- oder Fußskeletts. Dabei sind Finger oder Zehen verstümmelt oder fehlen (Oligodaktylie), was auch als Spalthand bzw. Spaltfuß bezeichnet wird.
Eine Ektrodaktylie kann einzeln auftreten und ist dann oftmals nicht genetisch bedingt (nicht-syndromale Form), oder kann in Kombination mit anderen Fehlbildungen Teil eines genetisch bedingten Fehlbildungssyndroms sein, wie z. B. dem Karsch-Neugebauer-Syndrom mit Nystagmus bzw. Augenmissbildungen, dem Gollop-Wolfgang-Syndrom mit einseitiger Hand-Ektrodaktylie und einseitiger Femur-Bifurkation, dem Tibia-Aplasie-Ektrodaktylie-Syndrom, dem ADULT-Syndrom oder dem Jancar-Syndrom.

## Verbreitung
Die Häufigkeit wird mit 1–9 zu 100.000 angegeben, es gibt verschiedene Vererbungsmuster sowie nicht-syndromale Formen.

## Ursachen
Bei den vererbbaren Formen konnten bislang folgende zugrundeliegende Mutationen gefunden werden:
- SHFM1 an der 7q21.2-q21 Chromosomen-Location
- SHFM2 auf dem Chromosom Xq26, X-chromosomal-rezessiv
- SHFM3 auf dem Chromosom 10, Autosomal-dominanter Erbgang
- SHFM4 mit Mutationen im TP63-Gen auf Chromosom 3, Autosomal-dominanter Erbgang
- SHFM5 auf dem Chromosom 2q31

Ferner bestehen Assoziationen mit Schwerhörigkeit (OMIM 605617), Aniridie (OMIM 106200) und dem Alport-Syndrom (OMIM 104200). Beim Patterson-Stevenson-Fontaine-Syndrom oder beim MMEP-Syndrom ist die Ektrodaktylie ein Hauptmerkmal.

## Klinische Erscheinungen
Eine Kombination von Syndaktylie mit Oligodaktylie, medianer Spalte von Händen und Füßen mit opponierbaren Fingern bzw. Zehen ergeben einen „Krebsscheren“-Aspekt.

## Einteilung des Spaltfußes
Die Defekte können klinisch wie folgt eingeteilt werden:
- Typ I  Zehen II-IV fehlen bei normalen Metatarsalia
- Typ II Zehen II-IV fehlen, teilweise hypoplastische Metatarsalia
- Typ III Nur 4 Metatarsalia vorhanden
- Typ IV Nur 3 Metatarsalia vorhanden
- Typ V  Nur 2 Metatarsalia vorhanden
- Typ VI Monodaktyler Spaltfuß mit nur einem angelegten Strahl

## Diagnose
Die Diagnose ergibt sich aus dem klinischen Bild, eine genauere Klassifikation erfolgt auf der Basis eines Röntgenbildes.

## Therapie
Funktionell ist in den meisten Fällen keine Notwendigkeit einer Operation gegeben.

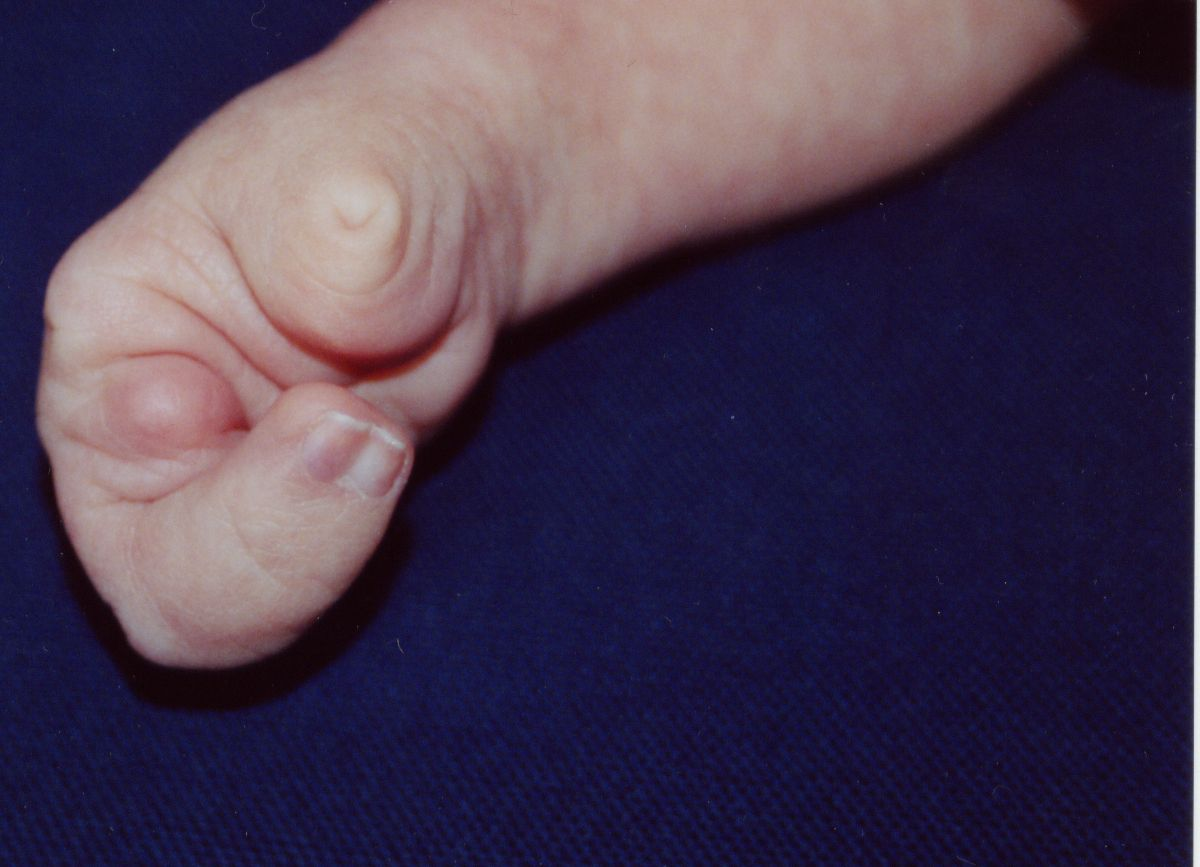
Rechte Hand eines einen Monat alten Kindes mit Ektrodaktylie
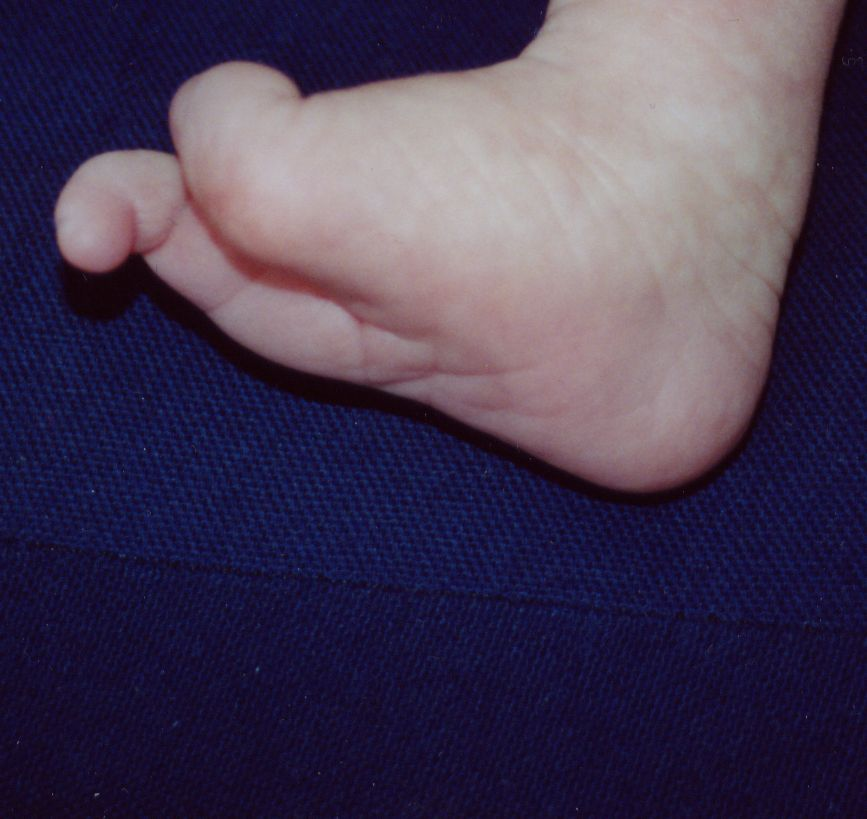
Rechter Fuß eines einen Monat alten Kindes mit Ektrodaktylie
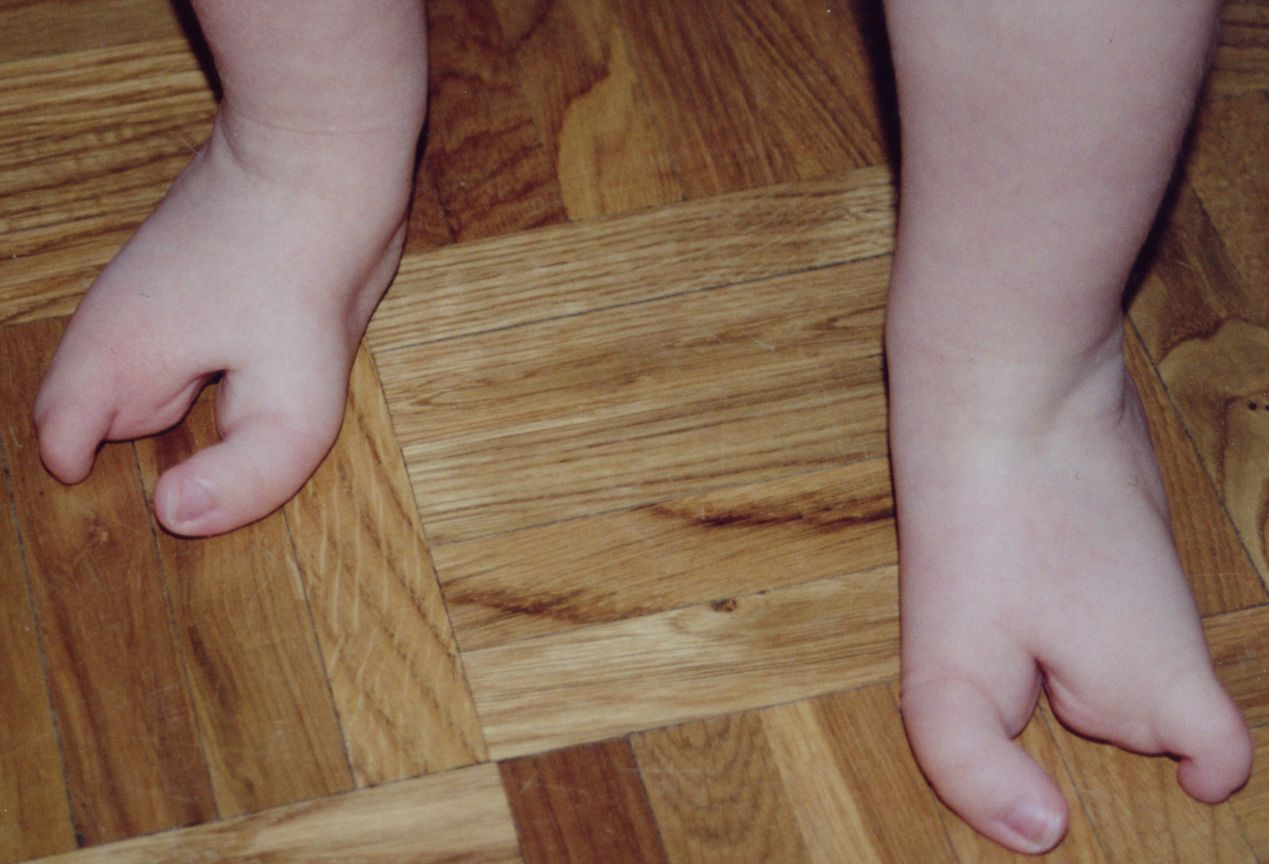
Beide Füße eines ein Jahr alten Kindes mit Ektrodaktylie
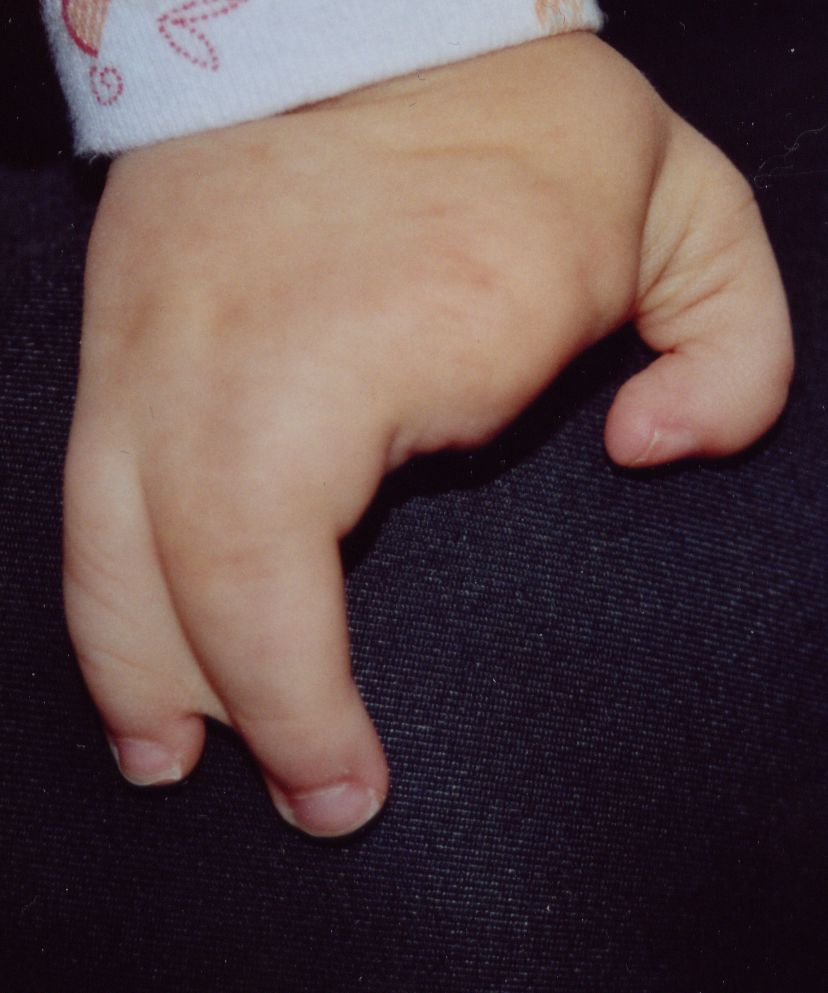
Rechte Hand eines ein Jahr alten Kindes mit Ektrodaktylie